# Malacoscylus auricomus
Malacoscylus auricomus es una especie de escarabajo longicornio del género Malacoscylus, tribu Hemilophini, orden Coleoptera. Fue descrita por Bates en 1881.

## Descripción
Mide 10,6 mm de longitud.

## Distribución
Se distribuye por América del Sur: Bolivia y Perú.